# Chamaesphecia
Chamaesphecia är ett släkte av fjärilar. Chamaesphecia ingår i familjen glasvingar.

## Bildgalleri

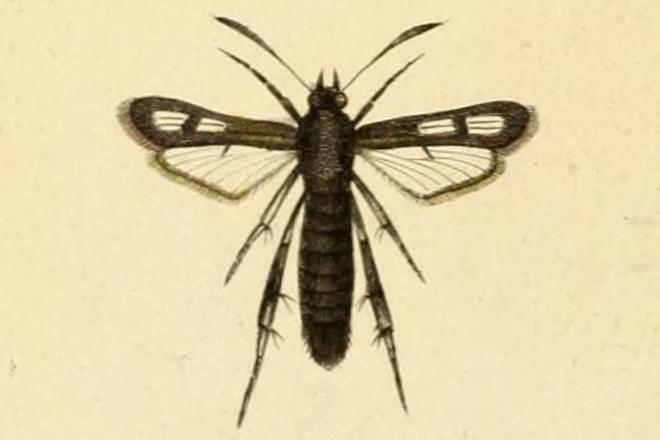
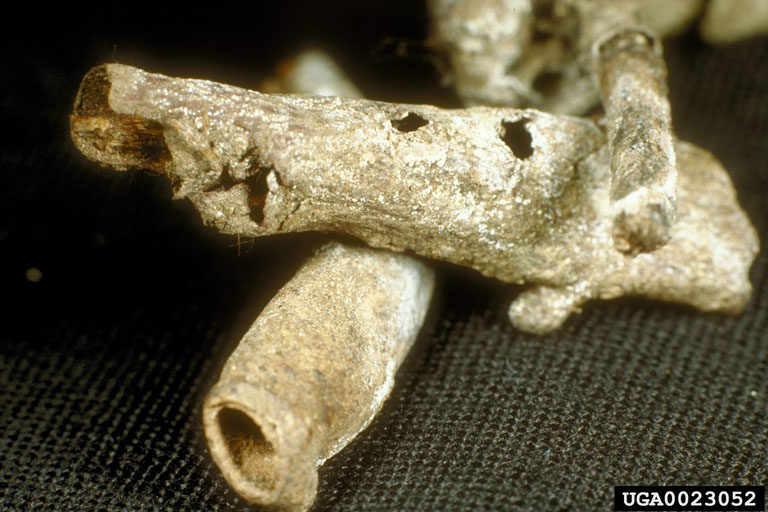
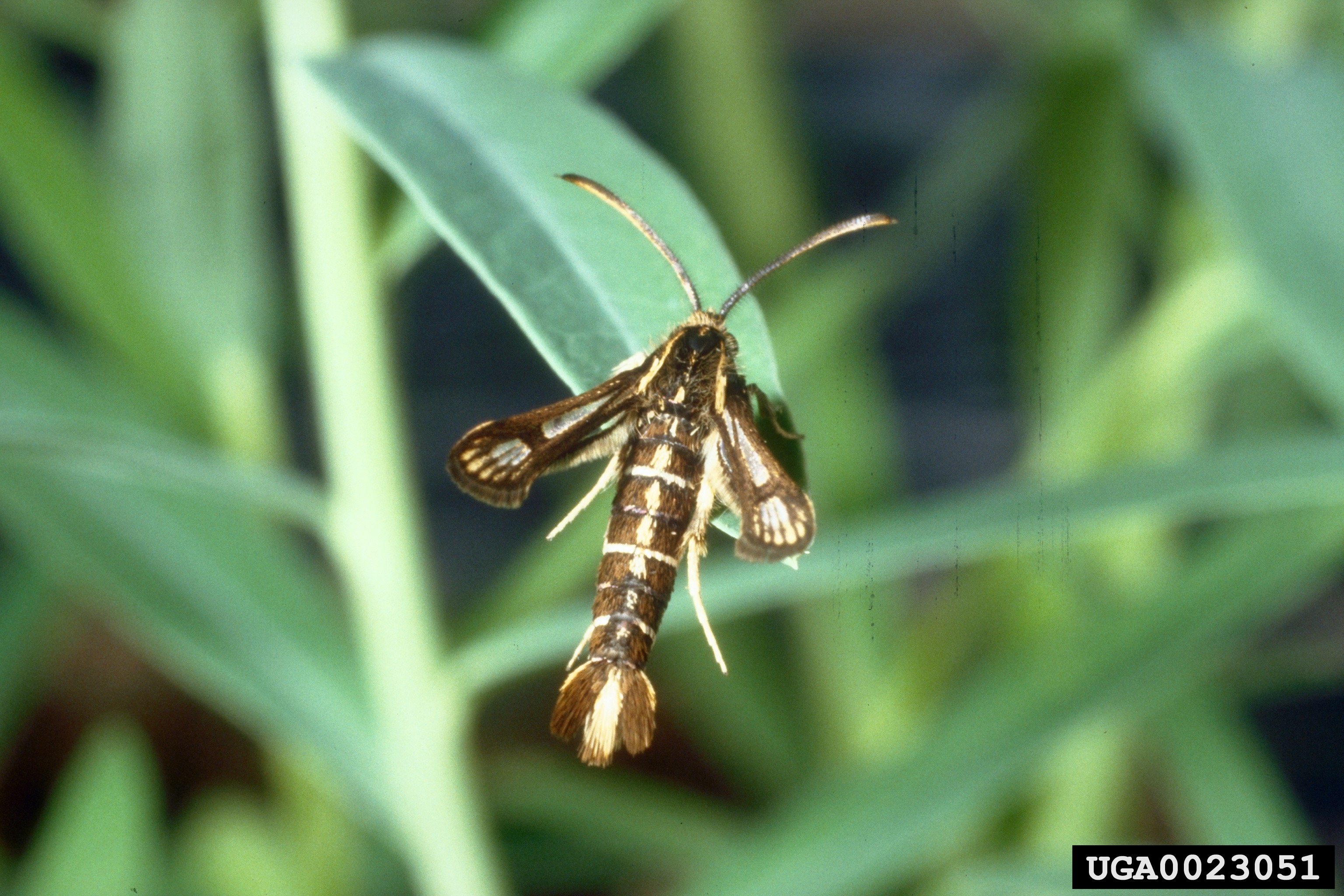
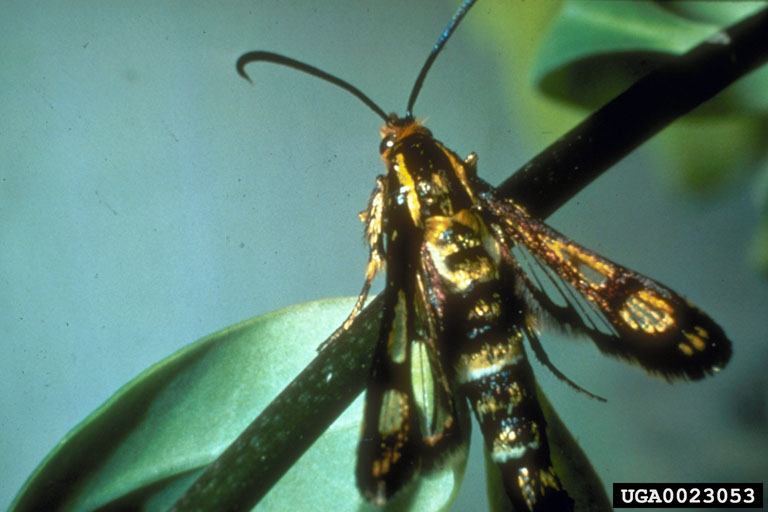
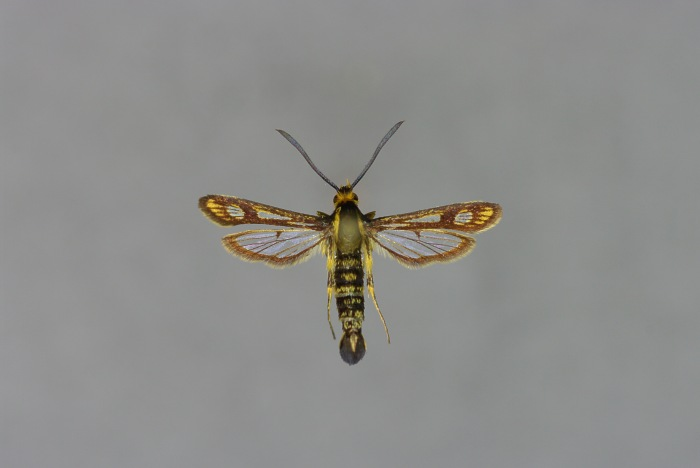
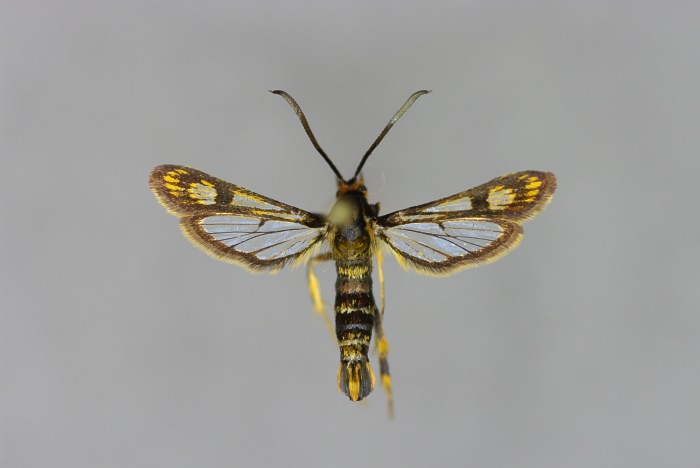

## Dottertaxa tillChamaesphecia, i alfabetisk ordning[1]
- Chamaesphecia adelpha
- Chamaesphecia aerifrons
- Chamaesphecia aestivata
- Chamaesphecia aethiopica
- Chamaesphecia affinis
- Chamaesphecia agnes
- Chamaesphecia agriliformis
- Chamaesphecia albiventris
- Chamaesphecia albotarsata
- Chamaesphecia allantiformis
- Chamaesphecia almana
- Chamaesphecia alysoniformis
- Chamaesphecia amygdaloides
- Chamaesphecia anatolica
- Chamaesphecia andalusica
- Chamaesphecia androchroma
- Chamaesphecia annellata
- Chamaesphecia anthracias
- Chamaesphecia anthraciformis
- Chamaesphecia anthrax
- Chamaesphecia armeniaca
- Chamaesphecia asellana
- Chamaesphecia astatiformis
- Chamaesphecia atlantis
- Chamaesphecia atramentaria
- Chamaesphecia aurata
- Chamaesphecia auresiana
- Chamaesphecia aurifera
- Chamaesphecia azonos
- Chamaesphecia banchiformis
- Chamaesphecia barconiformis
- Chamaesphecia bellieri
- Chamaesphecia bibioniformis
- Chamaesphecia boisduvali
- Chamaesphecia bombyciformis
- Chamaesphecia borreyi
- Chamaesphecia borsanii
- Chamaesphecia brandti
- Chamaesphecia breyeri
- Chamaesphecia caucasica
- Chamaesphecia ceriaeformis
- Chamaesphecia chalcidiformis
- Chamaesphecia chalciformis
- Chamaesphecia chimena
- Chamaesphecia chretieni
- Chamaesphecia chrysidiformis
- Chamaesphecia cirgisa
- Chamaesphecia clathrata
- Chamaesphecia clermonti
- Chamaesphecia colochelyna
- Chamaesphecia colpiformis
- Chamaesphecia consobrina
- Chamaesphecia corsica
- Chamaesphecia crassicornis
- Chamaesphecia cyanopasta
- Chamaesphecia deltaica
- Chamaesphecia destituta
- Chamaesphecia djakonovi
- Chamaesphecia doleriformis
- Chamaesphecia dorilinea
- Chamaesphecia doryceraeformis
- Chamaesphecia doryliformis
- Chamaesphecia dumonti
- Chamaesphecia elampiformis
- Chamaesphecia empiformis
- Chamaesphecia empinaeformis
- Chamaesphecia erodiiphaga
- Chamaesphecia erythrostigma
- Chamaesphecia euceraeformis
- Chamaesphecia euglossaeformis
- Chamaesphecia eumeniformis
- Chamaesphecia expleta
- Chamaesphecia fallax
- Chamaesphecia fatma
- Chamaesphecia fenusaeformis
- Chamaesphecia fergana
- Chamaesphecia festai
- Chamaesphecia flavina
- Chamaesphecia flavoabdominalis
- Chamaesphecia floricola
- Chamaesphecia foeniformis
- Chamaesphecia fredi
- Chamaesphecia friesei
- Chamaesphecia funebris
- Chamaesphecia guriensis
- Chamaesphecia haberhaueri
- Chamaesphecia halictiformis
- Chamaesphecia herrichii
- Chamaesphecia hungarica
- Chamaesphecia icteropus
- Chamaesphecia inexpectata
- Chamaesphecia infernalis
- Chamaesphecia intermedia
- Chamaesphecia iranica
- Chamaesphecia joppiformis
- Chamaesphecia kautzi
- Chamaesphecia koshantschikovi
- Chamaesphecia lahayei
- Chamaesphecia lanipes
- Chamaesphecia lastuvkai
- Chamaesphecia lecerfi
- Chamaesphecia ledereri
- Chamaesphecia lemur
- Chamaesphecia leucocnemis
- Chamaesphecia leucomelaena
- Chamaesphecia leucoparea
- Chamaesphecia leucopsiformis
- Chamaesphecia leucospidiformis
- Chamaesphecia lilloi
- Chamaesphecia loewii
- Chamaesphecia maghrebica
- Chamaesphecia mannii
- Chamaesphecia masariformis
- Chamaesphecia maurusia
- Chamaesphecia melanina
- Chamaesphecia melanophleps
- Chamaesphecia meriaeformis
- Chamaesphecia micra
- Chamaesphecia miniacea
- Chamaesphecia minianiformis
- Chamaesphecia minicacea
- Chamaesphecia minima
- Chamaesphecia minor
- Chamaesphecia minorata
- Chamaesphecia mirza
- Chamaesphecia modica
- Chamaesphecia monedulaeformis
- Chamaesphecia monspeliensis
- Chamaesphecia montandoni
- Chamaesphecia moreaui
- Chamaesphecia morosa
- Chamaesphecia muscaeformis
- Chamaesphecia muscinaeformis
- Chamaesphecia mutilata
- Chamaesphecia myrsinites
- Chamaesphecia mysiniformis
- Chamaesphecia nigrobarbata
- Chamaesphecia obraztsovi
- Chamaesphecia occidentalis
- Chamaesphecia odyneriformis
- Chamaesphecia ortalidiformis
- Chamaesphecia oryssiformis
- Chamaesphecia osmiaeformis
- Chamaesphecia oxybeliformis
- Chamaesphecia palustris
- Chamaesphecia pechi
- Chamaesphecia pepsiformis
- Chamaesphecia phaeniformis
- Chamaesphecia philanthiformis
- Chamaesphecia pluto
- Chamaesphecia pompiliformis
- Chamaesphecia powelli
- Chamaesphecia prosopiformis
- Chamaesphecia proximata
- Chamaesphecia pudorina
- Chamaesphecia püngeleri
- Chamaesphecia ramburi
- Chamaesphecia regula
- Chamaesphecia rhodia
- Chamaesphecia rondonana
- Chamaesphecia roseiventris
- Chamaesphecia rubriformis
- Chamaesphecia sardoa
- Chamaesphecia schizoceriformis
- Chamaesphecia schmidti
- Chamaesphecia schmidtii
- Chamaesphecia schmidtiiformis
- Chamaesphecia schreiteri
- Chamaesphecia sefid
- Chamaesphecia sevenari
- Chamaesphecia seyrigi
- Chamaesphecia similis
- Chamaesphecia staudingeri
- Chamaesphecia stelidiformis
- Chamaesphecia subceriaeformis
- Chamaesphecia taediiformis
- Chamaesphecia tenthrediniformis
- Chamaesphecia teriolensis
- Chamaesphecia teroliensis
- Chamaesphecia therevaeformis
- Chamaesphecia thomyris
- Chamaesphecia thracica
- Chamaesphecia thyreiformis
- Chamaesphecia tingitana
- Chamaesphecia tristis
- Chamaesphecia tritonias
- Chamaesphecia trivittata
- Chamaesphecia turbida
- Chamaesphecia umbrifera
- Chamaesphecia unicincta
- Chamaesphecia unicolor
- Chamaesphecia venatensis
- Chamaesphecia xanthia
- Chamaesphecia xantho
- Chamaesphecia zelleri
- Chamaesphecia zimmermanni